# Hirke
Hirke (ukr. Гірке) – wieś na Ukrainie, w obwodzie zaporoskim, w rejonie połohowskim, w hromadzie Wozdwyżiwka. W 2001 liczyła 68 mieszkańców, spośród których 67 wskazało jako ojczysty język ukraiński, a 1 rosyjski.